# Гологан (група)
Вижте пояснителната страница за други значения на Гологан.
„Гологан“ е българска група за етно-рок поезия. Групата е основана през 2004 г. от поетите Иван Христов и Петър Чухов, впоследствие се присъединяват Анджела Родел, докторант по етномузикология в Калифорнийски щатски университет – Лос Анджелис (UCLA), Калифорния, и Емануил А. Видински. През 2006 г. Видински напуска групата, а се присъединяват Иван Вълев (бас китара) и Гриша Маникатов (барабани).
Музикантите използват както съвременни инструменти – електрическа китара, бас китара, барабани, така и традиционни инструменти като кавал, тамбура, тарамбука, двоянка и др. Със смесването на древно и съвременно звучене музикантите се опитват да придадат на рока специфично локално звучене. Текстовете, които музикантите интерпретират са както авторски, така и фолклорни. Една част от тях са на английски език.
Тъй като част от музикантите в групата са поети, основните им изяви са свързани с различни видове литературни четения: в Червената къща, Софийска градска художествена галерия, къща музей „Иван Вазов“, Народния театър и др. През септември 2005 г. групата участва на фестивала на изкуствата „Аполония“. През март 2006 г. „Гологан“ свири пред българските общности в Будапеща (Унгария) и Братислава (Словакия) по повод националния празник 3 март. През 2007 година Гологан свирят пред българската общност в град Линц (Австрия). Участват също в международните фестивали Ars poetica Братислава (Словакия) и Битоля отворен град Битоля (Северна Македония).